# Germignac
Germignac település Franciaországban, Charente-Maritime megyében. Lakosainak száma 647 fő (2022. január 1.). Germignac Saint-Fort-sur-le-Né, Saint-Palais-du-Né, Salles-d’Angles, Cierzac, Jarnac-Champagne, Sainte-Lheurine és Saint-Martial-sur-Né községekkel határos.

## Népesség
A település népességének változása:
| Lakosok száma | 342  | 352  | 539  | 579  | 650  | 674  | 651  | 645  | 647  | 647  |
|               | 1968 | 1982 | 1990 | 2006 | 2013 | 2015 | 2017 | 2019 | 2020 | 2022 |